# 城 (小説)

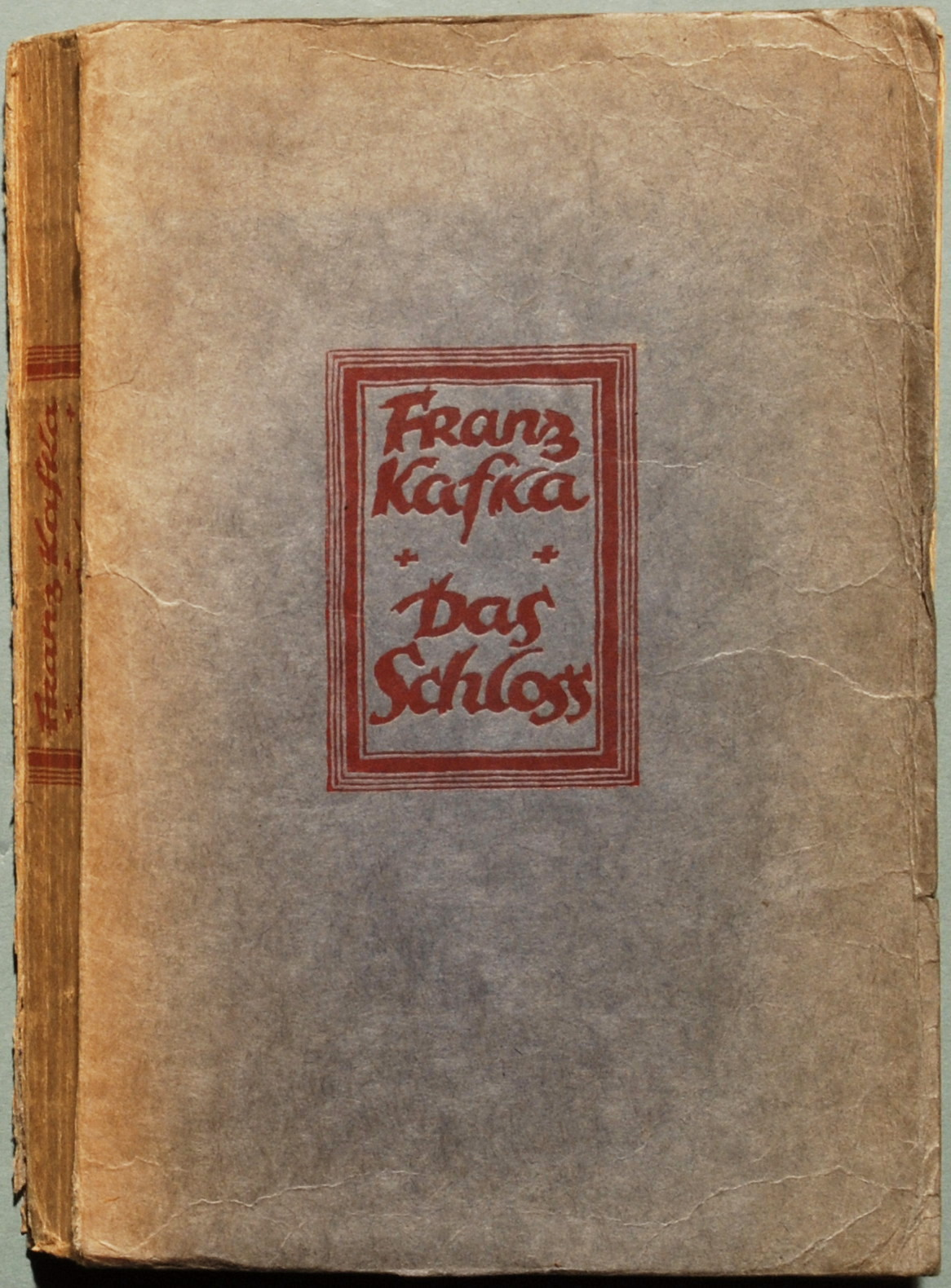
ペーパーバックの初版（1926）

『城』（しろ、独: Das Schloss）は、フランツ・カフカによる未完の長編小説。1922年執筆。とある寒村の城に雇われた測量師Kがいつまで経っても城の中に入ることができずに翻弄される様子を描いている。生前は発表されず、死後1926年にマックス・ブロートによって編集公刊された。カフカの3つの長編小説『失踪者』『審判』『城』の中では最も成立時期が遅く、また最も長い作品である。

## あらすじ
1日目
夜遅く、Kは雪深い村の宿屋にたどり着く。この村はウェストウェスト伯爵の城の所領であり、城の許可がなければ宿泊することはできない。Kは城に雇われた測量師だと名乗り、宿屋の電話で城に問い合わせると、折返し測量師を雇った旨の返答があった。Kは宿屋の酒場を借りて一夜を過ごす。
2日目
翌朝Kは城を目指して歩いていくが、城へ通じる道を見つけることができない。百姓家で一休みして宿屋に戻ると、もう日が暮れてしまう。宿屋の戸口には、その日道端で見かけた2人組の男が立っている。アルトゥールとイェレミーアスと名乗る2人は、彼の助手であると言う。助手たちの話によれば、許可がないかぎり城に入れてもらうことはできないらしい。そこでKは城の執事に電話をかけ、いつそちらに向かえばよいかと聞くと、永久に駄目だという返答がある。
そこに城からの使者だというバルバナスという男がやって来て、Kに手紙を渡す。その手紙は城の長官クラムからのもので、それによればKの直接の上官は村長であるという。Kは、城に連れて行ってもらえるのではないかと期待して、バルナバスと連れ立って宿を出るが、期待に反して彼がたどり着いた先はバルナバスの家であった。Kはバルナバスの妹オルガに宿屋に連れて行ってもらうが、そこははじめにKが泊まっていた「橋屋」ではなく、城の役人が泊まる「縉紳荘」であった。
「縉紳荘」にはちょうど城の長官クラムが滞在しているという。Kはその酒場で給仕をしていたフリーダに一目惚れをする。彼女はもともと「橋屋」の女中であったが、その後「縉紳荘」の酒場勤めに出世し、今はクラムの愛人でもある。Kと彼女はカウンターの下で愛し合い、一夜を共にする。
3日目
目覚めるともう昼になっており、助手2人がKを迎えに来る。Kとフリーダ、助手は連れ立って「橋屋」に戻る。
4日目
Kは「橋屋」の女将からフリーダに対する責任について詰め寄られる。その後、Kは助手2人を連れて村長のもとを訪ねるが、村長は現在、測量師を全く必要としていないという。村長から城の行政機構の仕組みを長々と聞かされ、何の成果もなく宿屋に戻る。再び女将と話し込むうち昼の時間になる。Kが2階の部屋に向かうと、小学校教師（Kが到着2日目に道端で会っていた）が待っている。彼は、測量師として雇うことはできないが、学校の小使いとしてなら雇うことができるという村長の伝言を伝える。Kは初め拒絶するが、フリーダの提案で小使いの仕事を引き受けることになる。
フリーダは先に小学校に向かい、Kは再び城を目指そうとする。「縉紳荘」の前に来たとき、フリーダの後任で酒場の給仕になったペーピーに会う。Kは「縉紳荘」にクラムがいることを知り、待伏せするがクラムはKを避けて出て行ってしまう。クラムの秘書であるモームスが尋問しようとするのを断って、Kは「縉紳荘」を出る。そこへバルナバスがクラムの2通目の手紙を持参するが、Kはその内容に失望する。暗くなって小学校に着いたKはフリーダ、助手と食事をし、眠りに就いた。
5日目
目覚めると、既に子供たちが登校しており、女教師がKに苦情を言う。Kは助手2人に解雇を言い渡して追い出す。学校にフリーダを残し、Kはバルナバスの家を訪ねる。本人は不在で、妹オルガから一家の話を長々と聞かされる。3年ほど前、末妹のアマーリアが城の役人からすぐ来るよう要求され、拒否したことがあった。それ以降一家は村人たちから差別を受けるようになり、靴職人の父は仕事を失った。父は何とか城から赦しを得ようと虚しい努力を続けるが、何の反応もなくとうとう病気になってしまった。実はKに手紙を届けたことは、バルナバスにとって城で初めての重要な任務だった。一家にとってKは城とのつながりを強める希望となっていたのである。
夜になり、元助手のイェレミーアスがKを尋ねて来る。イェレミーアスはフリーダを「縉紳荘」に連れ戻し、自分はボーイの仕事に就いたと言う。そこへバルナバスが来て、クラムの秘書エルランガーがKに尋問を行うので「縉紳荘」へ行くよう伝える。
「縉紳荘」でフリーダに会う。バルナバスの家を訪ねたことでKに不信を抱いてしまっていた。Kが留守の間にイェレミーアスはフリーダの体を奪い、今は「縉紳荘」で同じ部屋に住んでいるという。フリーダが去った後、エルランガーの部屋を探すが間違ってビュルゲルの部屋を開けてしまう。ビュルゲルが秘書の業務について延々と語るうち、隣りの部屋にいたエルランガーがKに呼びかける。エルランガーはフリーダを酒場に戻すようKに言い渡し、部屋を出て行く。
6日目
朝5時になると、従僕が各部屋にいる役人たちに書類を配って回る。Kは疲れて酒場で寝込んでしまう。夕方に目覚めるとペーピーがいる。フリーダが戻ったため、ペーピーは明日から女中に戻らなくてはならない。ペーピーはフリーダを散々非難した後、Kに「縉紳荘」の女中部屋へしばらく身を隠すよう勧める。
著作ではここで中断しているが、生前カフカがマックス・ブロートに語ったところでは、次のような結末を考えていたという。
Kは城との闘いに疲れ果て、重い病気になる。そこへ城の使者が訪れる。
Kに村に住む権利は無いが、情状を酌量してここに住んで働くことを認めるというが、Kは息絶える。

## 登場人物
- K
- クラム
- アルトゥール
- イェレミーアス
- フリーダ
- ペーピー
- バルナバス
- オルガ
- アマーリア

## 成立
カフカは1922年1月から2月にかけて、現在ポーランドとチェコの国境高地にあるシュピンドラーミューレのホテルに滞在しており『城』はこのホテルでの滞在初日から書き始められた。それから3か月程で半分余りを執筆し、3月半ばにはマックス・ブロートに冒頭部分を語って聞かせている。しかし次第に行き詰るようになり、9月に最終的に放棄された。この間の6月、カフカは結核により勤めていた保険局を病気退職している。発想のモデルになったのは、フリードラント城といわれている。
作品は大判のノート6冊に書かれており、25の区切りのうち19に章名にあたるものが付いている。ブロートはこれを再構成し、20章のまとまった章にして出版した。カフカの他の多くの草稿と同じくこの作品にも作品タイトルに当たるものがつけられておらず、ブロートはカフカが生前「城の物語」と表現していたことに基づいて『城』の題をつけた。

## 翻案
1968年にドイツの映画監督Rudolf Noelteが映画化しており、この際主演をマクシミリアン・シェルが演じた。1991年にはミヒャエル・ハネケがテレビ映画として『カフカの「城」』を制作しており、1994年にはロシアのAleksei Balabanovが映画化している。またアリベルト・ライマンは1992年にこの作品のオペラを作曲している。日本では2005年に松本修の演出、田中哲司の主演により舞台化され、新国立劇場で上演された。

## 日本語訳
- 原田義人 訳『城』 角川文庫、1966年、改版1992年 ※ - 各・電子書籍も刊

原田訳は、青空文庫、千歳出版でも電子出版※
- 前田敬作 訳『城』 新潮文庫[2]、1971年、改版2005年
- 谷友幸 訳『城』[3] グーテンベルク21（上下、電子書籍）、2012年※
- 池内紀 訳『カフカ小説全集3 城』 白水社、2001年
  - 『城 カフカコレクション』 白水Uブックス、2006年 - 新書版
- 丘沢静也 訳『城』 光文社古典新訳文庫、2024年※